# 鳥海浩輔・安元洋貴 今夜は眠らせない…禁断生ラジオ
『鳥海浩輔・安元洋貴 今夜は眠らせない…禁断生ラジオ』（とりうみこうすけ・やすもとひろき こんやはねむらせない きんだんなまラジオ）は、2010年9月1日からニコニコ生放送で配信されているインターネットラジオ生放送番組。

## 概要
お酒を飲みつつゲストと楽しいトークを繰り広げ、あらゆる角度から"禁断"という名の快感をたっぷりと語る番組。
2010年9月1日、毎月第1水曜日22時30分から1時間前後、ニコニコ生放送で配信開始。 2011年9月7日から開始時間を23時に変更。2012年3月7日から、放送終了後にプレミアム会員限定の反省会トークが開始。
2013年1月9日からリニューアルに合わせて、ニコニコチャンネルで「禁断生ラジオチャンネル」を開設。有料サービス（会員限定番組、ブロマガ）が開始され、プレミアム会員限定の反省会トークがチャンネル会員限定のスペシャル生放送に変更。公式生放送が1時間前後、有料チャンネル会員限定生放送が30分前後の約1時間30分番組となり、毎月第2水曜日22時30分に変更。2013年6月5日から開始時間を22時に変更。
メインパーソナリティは鳥海浩輔、安元洋貴。レギュラーである保村真は、不定期に番組ゲストとして登場する。諏訪部順一は、イレギュラーのレギュラー出演。
2015年10月28日からは、江口拓也、西山宏太朗による兄弟番組『江口拓也・西山宏太朗 今夜も眠らせない…禁断尻ラジオ』が配信されている。

### 用字用語解説
ハッシュ＆タグ
イラストレーターカズキヨネがデザインしたものを、漫画家岸本さとるによりSDキャラ化された公式キャラクター。
生放送配信画面や公式予告動画など、様々な場面に登場する。
帽子のハッシュ（鳥海浩輔）、メガネのタグ（安元洋貴）。
汁人（しるんちゅ）
番組を聴いたりイベントに参加する人、禁断生ラジオチャンネル会員の総称。なお、禁断尻ラジオ内では尻人（しりんちゅ）と呼んでいる。
番組スタート時、メール投稿者の名前をラジオネームと言わず「汁ネーム」と呼んでいたことに由来。2013年1月の放送から使われ始めた。
汁ネーム
禁断生ラジオにおけるラジオネームのこと。
禁生ファミリー
禁断生ラジオに出演したMC、レギュラー、エース、ゲストのこと。
禁断生FESTIVAL
略称・禁フェス。禁生のホールイベントで、毎回ステージではなくリング上で行われ、キャミ切りとボイスプロレスが開催される。
ボイスプロレス
禁フェスで行われる変てこなゲーム。開催回ごとに微妙にルールが変わる。ボイスプロレスの設定的にはキャミそまさま（てらそままさき）が圧倒的王者。
巨人戦実況中継
大体7月のペナントレースが佳境の時期に、バッチコイ将軍（前野智昭）とみんなで巨人戦を楽しんでいる。
イッテンヨン
新日本プロレスが年初めに行うWRESTLE KINGDOMを、禁生のみんなでこたつに入って酒を飲みつつ楽しんでいる。

## コーナー

### 現在行われているコーナー
禁断！キャミ切り人生相談室
キャミソールの肩紐を切ることを番組内では「キャミ切り」と呼び、キャミを切ることで悩みを断ち切り、新たな自分へと生まれ変わる。
ユーザーからのお悩み相談コーナー。
禁断！キラキラネーム大喜利
森羅万象、世の中のありとあらゆる事象、名前を持たざるものたちに美しい名前を与えるコーナー。
放送中のコメントから候補を選びアンケートで決定。生み出された名前は「禁断！キラキラネーム大辞典」に追加されていく。
本当にあった“禁断の”こY（わい）話
「こY（わい）」とは、すなわち「小＋猥」、つまり小さな猥談のこと。
長い夜をしっぽりまったり楽しめるこY話を紹介する汁人限定放送コーナー。
キャミ切り人生相談～真夜中向け～
オトナな質問やメッセージなど、本放送では紹介できない真夜中向けのお悩み相談汁人限定放送コーナー。

### 過去のコーナー
つゆだく
パーソナリティが色々なお店で色々なものを、吐息が混じった"つゆだく"で注文するというコーナー。
へそう（臍相）
へその形から、その人の趣味趣向の統計をとるコーナー。
拝啓… すけちゃん、ひろくん
パーソナリティの家族になりきって、叱咤激励するコーナー。
エロ諺…略して『えろわざ』
昔から伝わる「ことわざ」を現代人が分かるようにエロっぽくリメイクするコーナー。
寸止め！ギリギリフレーズ！
普段はよく使うが使いようによってはギリギリなフレーズを、ニコニコ電話（ニコ電）を使って直接リスナーに言うコーナー。

## ゲスト
| - ＃05（2011年 1月 5日）：保村真 - ＃07（2011年 3月 2日）：保村真、前野智昭 - ＃10（2011年 6月 1日）：吉野裕行、保村真 - ＃12（2011年 8月 3日）：てらそままさき - ＃13（2011年 9月 7日）：保村真 - ＃16（2011年12月 7日）：羽多野渉 - ＃17（2012年 1月 4日）：保村真 - ＃18（2012年 2月 1日）：津田健次郎 - ＃19（2012年 3月 7日）：諏訪部順一、吉野裕行、保村真 - ＃20（2012年 4月 4日）：岸尾だいすけ - ＃21（2012年 5月 2日）：鷲崎健 - ＃22（2012年 6月 6日）：速水奨 - ＃23（2012年 7月 4日）：高橋広樹 - ＃24（2012年 8月 1日）：てらそままさき - ＃25（2012年 9月 5日）：保村真、前野智昭、梶裕貴 - ＃27（2012年11月 7日）：てらそままさき、置鮎龍太郎 - ＃28（2013年 1月 9日）：保村真 - ＃29（2013年 2月13日）：杉田智和 - ＃30（2013年 3月13日）：羽多野渉 - ＃32（2013年 5月 8日）：吉野裕行 - ＃33（2013年 6月 5日）：速水奨 - ＃35（2013年 8月14日）：吉野裕行 - ＃36（2013年 9月11日）：宮野真守 - ＃37（2013年10月 9日）：浪川大輔 - ＃38（2013年11月13日）：前野智昭、江口拓也 - ＃39（2013年12月11日）：保村真 - ＃40（2014年 1月 8日）：杉田智和 - ＃41（2014年 2月12日）：羽多野渉 - ＃42（2014年 3月12日）：伊藤健太郎 - ＃43（2014年 4月 9日）：高橋広樹 - ＃44（2014年 5月14日）：てらそままさき - ＃47（2014年 8月13日）：森久保祥太郎、谷山紀章 - ＃48（2014年 9月10日）：鈴村健一 - ＃49（2014年10月 8日）：津田健次郎、羽多野渉、柿原徹也 - ＃50（2014年11月12日）：前野智昭、江口拓也 - ＃51（2014年12月12日）：保村真 - 忘年会だよ!禁断生ラジオ（2014年12月25日）：保村真 - 禁断生プロレス実況／WRESTLE KINGDOM 9（2015年1月4日）：保村真、日野聡 - ＃52（2015年 1月21日）：諏訪部順一 - ＃53（2015年 2月11日）：高橋直純 - YOUNG LIONスペシャル（2015年 3月11日）MC：羽多野渉、江口拓也 アシスタント：西山宏太朗 ゲスト：鳥海浩輔、安元洋貴 - ADULT NIGHTスペシャル（2015年 4月 8日）MC：たかはし智秋 アシスタント：速水奨、てらそままさき ゲスト：鳥海浩輔、安元洋貴 - ＃55（2015年 6月10日）：津田健次郎 - ＃56（2015年 7月 8日）：置鮎龍太郎、高橋広樹 - 禁断生プロ野球実況／巨人・阪神戦 東京ドーム（2015年 7月11日）：前野智昭 - ＃57（2015年 8月12日）：保村真、吉野裕行 - ＃60（2015年11月11日）：前野智昭 - ＃61（2015年12月 9日）：保村真 - 禁断生プロレス実況／WRESTLE KINGDOM 10（2016年1月4日）：保村真 - ＃62（2016年 1月13日）：速水奨 - ＃63（2016年 2月10日）：森久保祥太郎、細谷佳正 | - ＃64（2016年 3月 9日）：羽多野渉 - ＃65（2016年 4月13日）：中村悠一 - ＃66（2016年 5月11日）：鈴村健一 - ＃67（2016年 6月 8日）：保村真 - ＃68（2016年 7月13日）：てらそままさき - 禁断生プロ野球実況／巨人・ヤクルト戦 東京ドーム（2016年 7月30日）：前野智昭 - ＃70（2016年 9月14日）：KENN - ＃72（2016年11月 9日）：前野智昭、KENN - ＃73（2016年12月14日）：羽多野渉 - 禁断生プロレス実況／WRESTLE KINGDOM 11（2017年1月4日）：日野聡、保村真 - ＃74（2017年 1月11日）：てらそままさき - ＃75（2017年 2月 8日）：たかはし智秋 - ＃76（2017年 3月15日）：諏訪部順一 - ＃77（2017年 4月12日）：鷲崎健 - ＃78（2017年 5月17日）：ランズベリー・アーサー、杉浦ジュリアン - ＃79（2017年 6月14日）：保村真 - ＃80（2017年 7月12日）：増田俊樹 - 禁断生プロ野球実況／巨人・DeNA戦 東京ドーム（2017年 7月29日）：前野智昭 - ＃81（2017年 8月 9日）：堀江由衣 - ＃82（2017年 9月13日）：保村真 - ＃84（2017年11月 8日）：前野智昭 - ＃85（2017年12月13日）：江口拓也、西山宏太朗 - 禁断生プロレス実況／WRESTLE KINGDOM 12 in TOKYO DOME（2018年1月4日）：日野聡、保村真 - ＃87（2018年 2月14日）：津田健次郎 - ＃88（2018年 3月14日）：梅原裕一郎 - ＃89（2018年 4月11日）：前野智昭、杉浦ジュリアン - ＃90（2018年 5月16日）：遊佐浩二 - ＃91（2018年 6月13日）：細谷佳正 - ＃92（2018年 7月11日）：寺島拓篤 - ＃93（2018年 8月 8日）：諏訪部順一 - 禁断生プロ野球実況／巨人・中日戦 ナゴヤドーム（2018年 9月 1日）：前野智昭 - ＃94（2018年 9月12日）：保村真（禁生8周年記念公開番組） - ＃95（2018年10月10日）：KENN - ＃96（2018年11月14日）：前野智昭 - ＃97（2018年12月12日）：檜山修之、前野智昭 - 禁断生プロレス実況／WRESTLE KINGDOM 13 in 東京ドーム（2019年1月4日）：保村真 - ＃98（2019年1月9日）：保村真 - ＃99（2019年2月13日）：鈴村健一 - ＃101（2019年3月13日）：下野紘 - ＃102（2019年4月10日）：岡本信彦 - ＃103（2019年5月16日）：保村真 - ＃106（2019年8月14日）：中村悠一 - ＃107（2019年9月11日）：堀江由衣 - ＃108（2019年10月9日）：保村真 - ＃109（2019年11月13日）：諏訪部順一 - ＃110（2019年12月11日）：前野智昭 - 禁断生プロレス実況／WRESTLE KINGDOM 14 in 東京ドーム（2020年1月5日）：保村真、日野聡 - ＃112（2020年 2月12日）：羽多野渉 - ＃113（2020年 3月11日）：KENN、ランズベリー・アーサー - ＃114（2020年 4月8日）：森川智之 - ＃115（2020年 5月13日）：保村真 - ＃116（2020年 6月10日）：諏訪部順一 - ＃117（2020年 7月8日）：浪川大輔 - ＃118（2020年 8月12日）：立花慎之介 - ＃119（2020年 9月9日）：遊佐浩二 - ＃120（2020年 10月14日）：前野智昭 - ＃121（2020年 11月11日）：岡本信彦 - ＃122（2020年 12月9日）：福山潤 |

### 源氏名
- ゲスト出演者（禁生ファミリー）の番組オリジナルネーム。

放送中のゲストの発言などからピックアップされ、リスナーのコメントやメールを通じて決定されていく。
| ゲスト                 | 源氏名                                       | 備考 |
| ---------------------- | -------------------------------------------- | --- |
| 保村真                 | 平成の光源氏                                 | またの名を「声優界の坂本龍馬」、「若鷹ジェット真（まこと）」。                                                             |
| 前野智昭               | バッチコイ将軍                               | |
| 吉野裕行               | ご無沙汰流星群                               | 読み方は「ごぶさたりゅうせいぐん」。略称は「ごぶりゅう」。                                                                 |
| てらそままさき         | キャミそまさん                               | |
| 羽多野渉               | おなもみクローバーZ                          | 略称は「おなクロ」、「おなもみ」。                                                                                         |
| 津田健次郎             | ツダイソン                                   | |
| 諏訪部順一             | 鬼ショコラ                                   | |
| 岸尾だいすけ           | プロ魚雷岸部                                 | |
| 鷲崎健                 | 痛い風                                       | |
| 速水奨                 | ショ万兄様                                   | 読み方は「しょまにいさま」。またの名を「Dr.HAYAMI」。                                                                      |
| 高橋広樹               | なまたまっちょ                               | 「おんたまっちょ」と呼ばれる場合もある。                                                                                   |
| 梶裕貴                 | 揉みてすQ                                    | 「揉むてすQ」と呼ばれる場合もある。                                                                                        |
| 置鮎龍太郎             | KARICo                                       | 読み方は「カリコ」。 |
| 杉田智和               | たまふぐり杉MAX                              | |
| 宮野真守               | 鴨川チョモステル                             | |
| 浪川大輔               | ドリンドル輔川                               | |
| 江口拓也               | 益黄門                                       | 読み方は「ましこうもん」。                                                                                                 |
| 伊藤健太郎             | ポークフレンド（肉）                         | 読み方は「ぽーくふれんどかっこにく」。略称は「ぽくふれ」。                                                                 |
| 森久保祥太郎           | 森久 保                                      | 読み方は「もりひさたもつ」。                                                                                               |
| 谷山紀章               | 性春18禁切符                                 | |
| 鈴村健一               | カルク・ローガン                             | |
| 柿原徹也               | 太陽の右折エンジェル                         | |
| 日野聡                 | オーマイ・サトシ                             | |
| 高橋直純               | ぬるNY                                       | 読み方は「ぬるにい」。 |
| 西山宏太朗             | 尻弟子→Siri師匠                              | 2019年10月15日の禁断尻ラジオにて、Siri師匠に昇格した。                                                                     |
| 細谷佳正               | オネーザ様                                   | |
| 中村悠一               | う巻・F・サバ夫                              | 読み方は「うまきえふさばお」。                                                                                             |
| KENN                   | 暴れんNu将軍                                 | |
| ランズベリー・アーサー | アーサー王                                   | 石油王と二人合わせて「GLG（グッドルッキングガイ）」こと「円卓のアジフライ」と呼ぶ。                                        |
| 杉浦ジュリアン         | 石油王                                       | アーサー王と二人合わせて「GLG（グッドルッキングガイ）」こと「円卓のアジフライ」と呼ぶ。#89ではトム・フライと名付けられた。 |
| 増田俊樹               | 獣王（🍓）                                   | 読み方は「じゅうおうかっこ🍓」。※2023年9月に（工事中）から変更。                                                           |
| 堀江由衣               | 大天使ホリエル（17）or堕天使カロリエル（17） | 時と場合によって使い分ける。                                                                                               |
| 梅原裕一郎             | U-MEN                                        | |
| 遊佐浩二               | パンパン大佐                                 | |
| 寺島拓篤               | キャミシマ・ダウニーJ r                      | キャミそま様が父親 |
| 檜山修之               | まZだの赤備え                                | |
| 下野紘                 | 戯乳隊長                                     | |
| 岡本信彦               | 現金（リアルゴールド）                       | |
| 森川智之               | ファ裸王                                     | |
| 立花慎之介             | CE-King                                      | |
| 福山潤                 | ベン・潤ソン                                 | |
| 平川大輔               | ブロッコ・リー                               | |
| 廣瀬大介               | ウインナー大好き坊や                         | |
| 小西克幸               | マンガマン                                   | |
| 広瀬裕也               | 酔陽魔                                       | 読み方は「ヨーヨーマ」。                                                                                                   |
| 緑川光                 | ゲームオーバー■                              | |
| 山口勝平               | アンジー                                     | |
| 畠中祐                 | Sir.FAN座の騎士                              | 読み方は「サー・ファンざのきし」。                                                                                         |
| 木村良平               | JONIQLO                                      | 読み方は「ジョニクロ」。                                                                                                   |
| 熊谷健太郎             | Just1谷                                      | |
| 小林千晃               | ちあき29％                                   | |
| 竹本英史               | 白い海マン（中佐）                           | 読み方は「しろいうみまん」。イベント等で遊佐さん（パンパン大佐）と一緒になるときだけ階級の中佐が付く。                     |
| 三木眞一郎             | シン・イチロー                               | |
| 河西健吾               | キャミ西・T・けつね                          | てらそまさんと同じ事務所のため、“キャミ”を継承。                                                                           |

## イベント
| 出演日              | タイトル                                                | ゲスト | 会場                                           |
| ------------------- | ------------------------------------------------------- | --- | ---------------------------------------------- |
| 2011年11月6日       | 公開生放送「禁断生ラジオin専修大学 〜秋のへそ収穫祭〜」 | | 専修大学 生田キャンパス                        |
| 2012年4月28日       | 超禁断生ラジオ＠ニコニコ超会議                          | 高橋広樹 | 幕張メッセ 国際展示場ホール                    |
| 2013年4月28日       | 超禁断生ラジオ＠ニコニコ超会議2                         | 津田健次郎 | 幕張メッセ 国際展示場ホール                    |
| 2013年6月23日       | KNFキャミソール級王座戦 〜in 禁断生フェスティバル〜     | 吉野裕行、津田健次郎、保村真、前野智昭、速水奨 映像出演：てらそままさき | ディファ有明                                   |
| 2014年4月25日       | 禁断生ラジオ本発売記念 グータッチ会                     | | アニメイト池袋本店                             |
| 2014年4月26日       | 超禁断生ラジオ＠ニコニコ超会議3                         | 保村真 | 幕張メッセ 国際展示場ホール）                  |
| 2014年6月29日       | 禁断生フェスティバル2 スーパーボイス大戦SR              | 速水奨、てらそままさき、津田健次郎、諏訪部順一、高橋広樹、保村真、たかはし智秋、華山梨彩、杉田智和（ナレーション） 映像出演：伊藤健太郎、羽多野渉、江口拓也、浪川大輔、前野智昭 | TOKYO DOME CITY HALL                           |
| 2015年4月25日       | 岩手県×禁断生ラジオコラボ企画「わんこそばお渡され大会」 | 西山宏太朗 | 蘇我勤労市民プラザ 多目的ホール                |
| 2015年8月23日       | 禁断生フェスティバルFINAL                               | 速水奨、てらそままさき、置鮎龍太郎、津田健次郎、吉野裕行、高橋広樹、保村真、前野智昭、柿原徹也、華山梨彩、たかはし智秋                                                          | 有明コロシアム                                 |
| 2016年8月7日        | 禁断生フェスティバルFINAL 発売記念イベント 特典お渡し会 | | アミューあつぎ映画.comシネマ、アニメイト町田店 |
| 2016年8月10日       | 禁断生ラジオ ＃69 公開生放送                            | | 秋葉原 e-sports SQUARE                         |
| 2017年2月24日       | 禁断生FESTIVAL69 前々夜祭                               | | 東京カルチャーカルチャー                       |
| 2017年2月26日       | 禁断生FESTIVAL69                                        | 保村真、速水奨、てらそままさき、前野智昭、KENN、たかはし智秋、ランズベリー・アーサー、杉浦ジュリアン、景山梨彩 映像出演：羽多野渉、津田健次郎、柿原徹也、西山宏太朗（声のみ）   | TOKYO DOME CITY HALL                           |
| 2017年4月2日        | 禁断生ラジオ本 1.5 発売記念イベント                     | 保村真（新宿のみ） | アニメイト横浜店、タワーレコード新宿店         |
| 2017年4月30日       | 禁断生ラジオ本 1.5 発売記念イベント                     | | animate O.N.SQUARE Hall                        |
| 2017年7月22日・23日 | 禁断生ラジオ沖縄公開収録ツアー                          | 保村真 | モリマーリゾートホテル                         |
| 2017年10月18日      | おなもみクローバーZ CD発売記念イベント                  | 羽多野渉 | 東京カルチャーカルチャー                       |
| 2017年10月21日      | 禁断生パーティー～7th JACKPOT～                         | 保村真、鈴村健一、中村悠一、前野智昭、増田俊樹 | 舞浜アンフィシアター                           |
| 2018年4月28日       | 禁断生ラジオ IN シンガポール 発売記念イベント           | | 東京カルチャーカルチャー                       |
| 2018年7月14日・15日 | 禁断生ラジオ沖縄公開収録ツアー2018                      | 保村真 | モリマーリゾートホテル                         |
| 2019年3月2日        | 禁断生FESTIVAL99.9                                      | 保村真、てらそままさき、遊佐浩二、前野智昭、たかはし智秋 | TOKYO DOME CITY HALL                           |
| 2019年3月3日        | 禁断生FESTIVAL100                                       | 保村真、速水奨、てらそままさき、遊佐浩二、前野智昭、寺島拓篤、たかはし智秋 | TOKYO DOME CITY HALL                           |

## 関連商品

### DVD
- KNFキャミソール級王座戦 〜in 禁断生フェスティバル〜（2014年4月26日）
- 禁断生フェスティバル2 スーパーボイス大戦SR（2015年4月24日）
- 禁断生フェスティバル FINAL（2016年6月24日）
- 禁断生ラジオ IN 台湾（2017年5月24日）
- 禁断生ラジオ IN シンガポール（2018年3月28日）
- 禁断生ラジオ IN 函館（2018年10月10日）

### CD
- SOLID（The Lotion Slider：鳥海浩輔asWOLF、安元洋貴asJACK-@L、保村真asJ/G）（2015年11月25日）

作詞は安元洋貴、作曲は流田Projectが担当。禁断生ラジオ番外編も収録。
- 花（オフクロ：鳥海浩輔asハッシュ、安元洋貴asタグ）（2015年11月25日）

作詞は鳥海浩輔、作曲は流田Projectが担当。オリジナルmusic clip収録DVD付き。禁断生ラジオ番外編も収録。
- コウソウ（The Lotion Slider）（2017年5月24日）

作詞は安元洋貴、作曲は流田Projectが担当。オリジナルmusic clip収録DVD付き。
- まだ言えない（保村真asJ/G）（2017年5月24日）

作詞は保村真、作曲は流田Projectが担当。
- ONAMOMI革命 〜年度末のわたし〜（おなもみクローバーZ：羽多野渉）（2017年6月21日）

作詞は鳥海浩輔、ジャケットイラストは花村ヤソが担当。オリジナルmusic clip収録DVD付き。c/wには「魅惑のダンディ」を収録。

### 書籍
- 鳥海浩輔・安元洋貴の禁断生ラジオ本（2014年4月10日、宝島社）

録り下ろしDJCD付録。
- 鳥海浩輔・安元洋貴の禁断生ラジオ本 1.5（2017年2月24日、宝島社）

スペシャルDVD付き。